# Kiti Grosar
Kiti Grosar (* 24. Februar 1976) ist eine slowenische Schachspielerin. Sie war in den 1990er-Jahren die führende Schachspielerin Sloweniens und ist die Schwester des Internationalen Meisters und Schachschiedsrichters Aljoša Grosar (* 1967).

## Erfolge

### Einzelmeisterschaften
Bei der U20-Weltmeisterschaft der weiblichen Jugend 1994 in Matinhos, die von Zhu Chen gewonnen wurde, belegte Kiti Grosar den vierten Platz. Auf Einladung von Joshua Waitzkin spielte sie in den 1990er-Jahren einige Turniere in den Vereinigten Staaten. Die slowenische Einzelmeisterschaft der Frauen konnte sie drei Mal gewinnen: 1992 in Postojna, 1994 in Nova Gorica und 1998 in Maribor. 1998 in Dresden belegte sie im Zonenturnier zur Weltmeisterschaft den dritten Platz hinter Masha Klinova und Ella Pitam.

### Mannschaftsmeisterschaften
Für die slowenische Frauennationalmannschaft spielte sie bei den Schacholympiaden 1992, 1994, 1998 und 2000. 1992 spielte sie am ersten Reservebrett, bei den übrigen Teilnahmen jeweils am Spitzenbrett. Ebenso nahm sie an drei Mannschaftseuropameisterschaften der Frauen teil: 1992 am ersten Reservebrett sowie 1997 und 1999 am Spitzenbrett.
Vereinsschach spielte sie in Slowenien bis Anfang der 1990er-Jahre für Murka Lesce, danach für den ŠK Nova Gorica (früher unter dem Namen SD Nova Gorica). Mit Nova Gorica nahm sie an den European Club Cups für Frauen 1998, 1999, 2000 und 2001 teil, wobei ihr bestes Ergebnis der sechste Platz mit der Mannschaft 2001 in Belgrad war (in der Aufstellung Elena Sedina, Jana Krivec, Kiti Grosar und Ana Srebrnič). Kiti Grosar spielte auch in der kroatischen Mannschaftsmeisterschaft.

### Titel und Rating
Sie trägt seit 1995 den Titel Internationaler Meister der Frauen (WIM). Ihre Elo-Zahl beträgt 2078 (Stand: Januar 2021), sie wird jedoch als inaktiv gewertet, da sie seit dem 20. Hit Open in Nova Gorica im Januar 2015 keine Elo-gewertete Partie mehr gespielt hat. Ihre höchste Elo-Zahl war 2290 im Juli 1998.